# Суперконтинентальний цикл

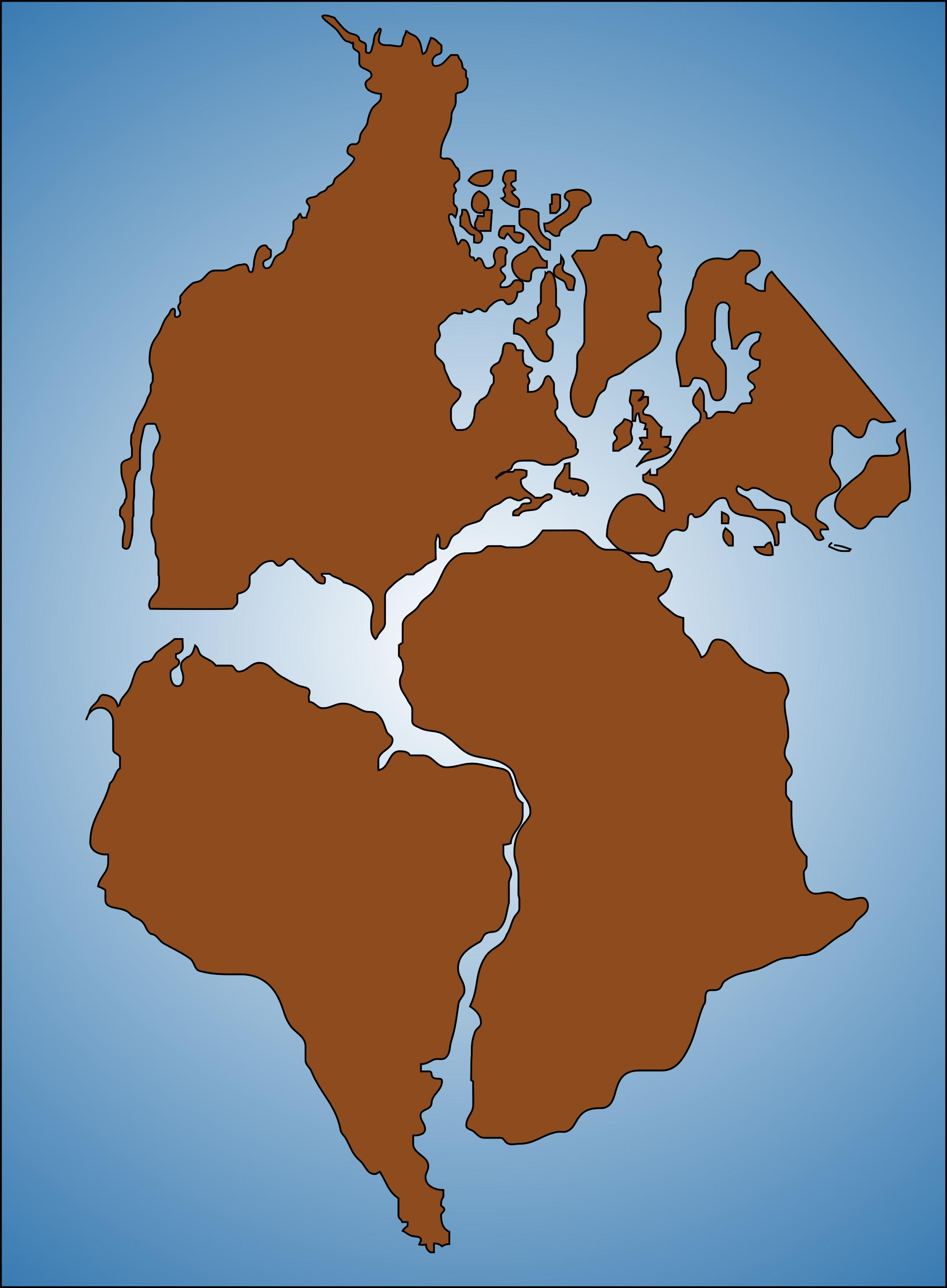
Спрощена мапа Пангеї

Суперконтинентальний цикл — інтервал часу між послідовними об'єднаннями всієї суші планети в єдиний суперконтинент. Наукою встановлено, що земна кора постійно перебудовується: її блоки рухаються відносно один одного, що призводить до переміщення, зіткнення і розпаду континентів. При цьому точно невідомо, чи змінюється загальна кількість континентальної кори. Один суперконтинентальний цикл триває від 300 до 500 мільйонів років.

## Цикли в теорії
Колізія континентів призводить до укрупнення континентів, в той час як рифтинг породжує нові (менші) континенти. Останній суперконтинент, Пангея, утворився 300 мільйонів років тому. Він сформувався з уламків попереднього суперконтиненту, Паннотія, що існувала близько 600 мільйонів років тому. До цього утворення суперконтинентів відбувалося через нерегулярні проміжки часу. Наприклад, суперконтинент, що передував Паннотії, Родинія, існував з 1100 до 750 млн років тому, лише на 150 мільйонів років передуючи Паннотії. Попередній суперконтинент — Колумбія — існував з 1,8 до 1,5 мільярда років тому..
До цього теорія припускає існування ще трьох суперконтинентів: Кенорланду з 2,7 до 2,1 мільярда років тому, Ура 3 мільярди років тому і Ваальбара від 3,6 до 2,8 мільярда років тому.

## Зв'язок з циклом Уїлсона
Гіпотетичний суперконтинентальний цикл є доповненням циклу Уїлсона (названий на честь канадського геолога Д. Т. Вілсона), який описує періодичне утворення і зникнення океанів. Найстарішому відомому океанському дну всього лише 170 мільйонів років, в той час як найстаршій ділянці континентальної земної кори — понад 4 мільярди років, так що континентальні цикли мають куди більш тривалу історію.

## Зв'язок з рівнем моря
Відомо, що рівень моря низький в ті часи, коли континенти збираються разом і підвищується в міру їх розсування. Наприклад, рівень моря був низький під час утворення Пангеї (пермський період) і Паннотії (неопротерозой), і досягав максимумів в ордовику і крейдовому періоді, коли континенти розходилися. Це пояснюється тим, що вік літосфери під океанами відіграє важливу роль у визначенні глибини океанів: океанське дно утворюється в районах серединно-океанічних хребтів. У процесі руху кори від хребтів відбувається її охолодження і усадка, які призводять до потоншання кори і збільшення її щільності, що в свою чергу веде до зниження океанського дна далеко від серединно-океанічних хребтів..
Зі зниженням рівня дна збільшується обсяг океанських басейнів і знижується рівень океанів. Навпаки, молода земна кора під океанами призводить до більш дрібних океанів і більш високого рівня моря, який своєю чергою призводить до затоплення більшої частини материків.
Ці зв'язки «суперконтинент → старе дно океану → низький рівень моря» і «численні континенти → молоде дно океану → високий рівень моря» посилюються кліматичними факторами:
- Суперконтинент має континентальний клімат, що підвищує ймовірність заледеніння, яке додатково знижує рівень моря.
- Численні континенти мають більш морський клімат і рівень моря додатково не знижується.

## Зв'язок з глобальною тектонікою
Суперконтинентальний цикл супроводжується змінами в тектоніці. Під час роздроблення суперконтиненту переважає рифтинг; ця фаза змінюється фазою спокійного зростання океанів; змінюється в свою чергу фазою колізії континентів, яка починається із зближення материків і ланцюжків островів і завершується зіткненнями самих материків. За цим сценарієм проходили події в палеозойському суперконтинентальному циклі й відбуваються зараз, у мезозойсько-кайнозойському циклі.

## Інтернет-ресурси
- Reconstructions from «Paleomap Project» [Архівовано 1 травня 2010 у Wayback Machine.] (англ.)
- Plate reconstruction movies from UTIG 'PLATES' project [Архівовано 8 березня 2010 у Wayback Machine.]
- A Tectonic Rock Cycle [Архівовано 23 липня 2011 у Wayback Machine.]